# Rives-de-Boutonne
Rives-de-Boutonne község Franciaország Új-Aquitania régiójában, Charente-Maritime megyében. Új községként 2025. január 1-jén jött létre két korábbi község: Nuaillé-sur-Boutonne és Saint-Georges-de-Longuepierre egyesítésével.
 Lakosainak száma 422 fő (2022. január 1.).

## Népesség
| 2021 | 420 |
| 2022 | 422 |